# Georges Kass
Georges Kass (ur. 1955 w Aleppo) – syryjsko-polski pisarz, autor opowiadań i bajek dla dzieci, doktor nauk humanistycznych, arabista i islamoznawca, wykładowca w Katedrze Arabistyki i Islamistyki Uniwersytetu Warszawskiego.

## Życiorys
W latach 1977–1979 studiował na Wydziale Inżynierii Rolnictwa Uniwersytetu Aleppiańskiego. W 1980 wyjechał do Polski, gdzie rozpoczął naukę języka polskiego w Studium Języka Polskiego w Łodzi, aby rok później podjąć studia medyczne na Akademii Medycznej w Łodzi, które porzucił w 1984. Następnie przeniósł się do Warszawy, gdzie w 1985 został lektorem języka arabskiego w Instytucie Orientalistycznym Uniwersytetu Warszawskiego. W tym samym roku podjął studia arabistyczne w Zakładzie Arabistyki i Islamistyki, które ukończył w 1991 na podstawie pracy Obsesja policjanta w twórczości Zakariji Tāmira. W latach 1992–1995 pracował w Biurze ds. Uchodźców, a od 1995 był zatrudniony na stanowisku wykładowcy w Zakładzie Islamu Europejskiego UW. Jako lektor języka arabskiego pracował w Towarzystwie Przyjaźni Polsko-Arabskiej, Szkole Języków Obcych EMPiK, na Wydziale Politologii Uniwersytetu Łódzkiego oraz Szkole Wyższej Psychologii Społecznej, gdzie wciąż prowadzi zajęcia językowe. W 2009 obronił napisaną pod kierunkiem Marka Dziekana rozprawę doktorską z zakresu literaturoznawstwa zatytułowaną Mudżun – „nieprzyzwoitość” w kulturze arabskiej epoki Abbasydów. Od 2012 jest pracownikiem Katedry Arabistyki i Islamistyki UW.

## Wybrane książki
- Niebieski ptak, Dialog, Warszawa 1996.
- Bajki arabskie nie tylko dla dorosłych, Dialog, Warszawa 1992.
- W lesie, Dialog, Warszawa 1991.
- Stary czerwony pociąg, Ministerstwo Kultury Syrii, Damaszek 1979.
- Pamiętniki wróbla, Ministerstwo Kultury Syrii, Damaszek 1979.
- Wino kobiety i śpiew w pałacach arabskich. Muǧūn –  nieprzyzwoitość w kulturze arabskiej epoki Abbasydów, Dialog, Warszawa 2012.